# Penig
Penig − miasto w Niemczech, w kraju związkowym Saksonia, w okręgu administracyjnym Chemnitz, w powiecie Mittelsachsen.

## Zabytki
- Zamek Penig − nowy i stary zamek

## Galeria

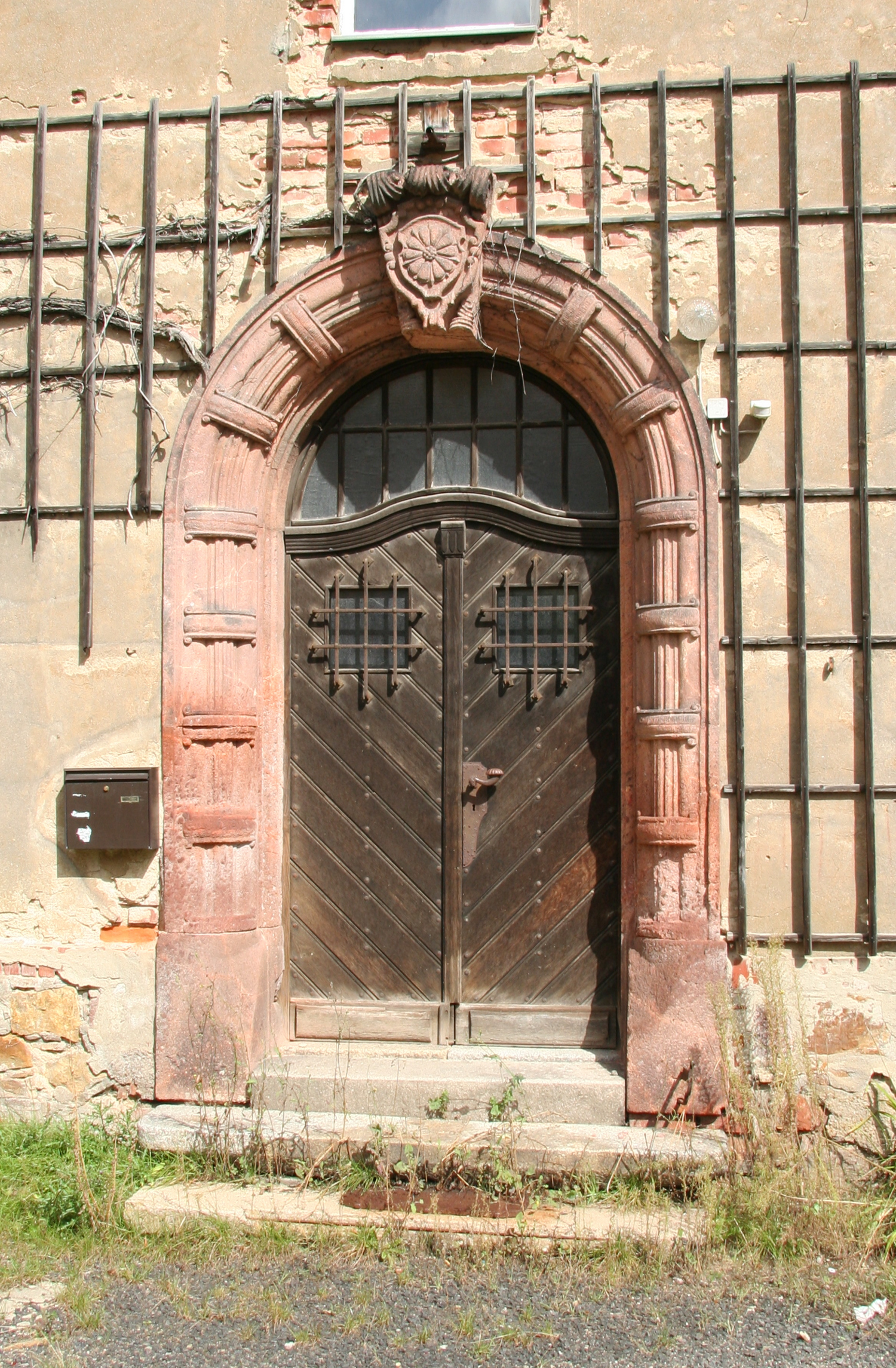
Portal z herbem Altenburg na starym zamku
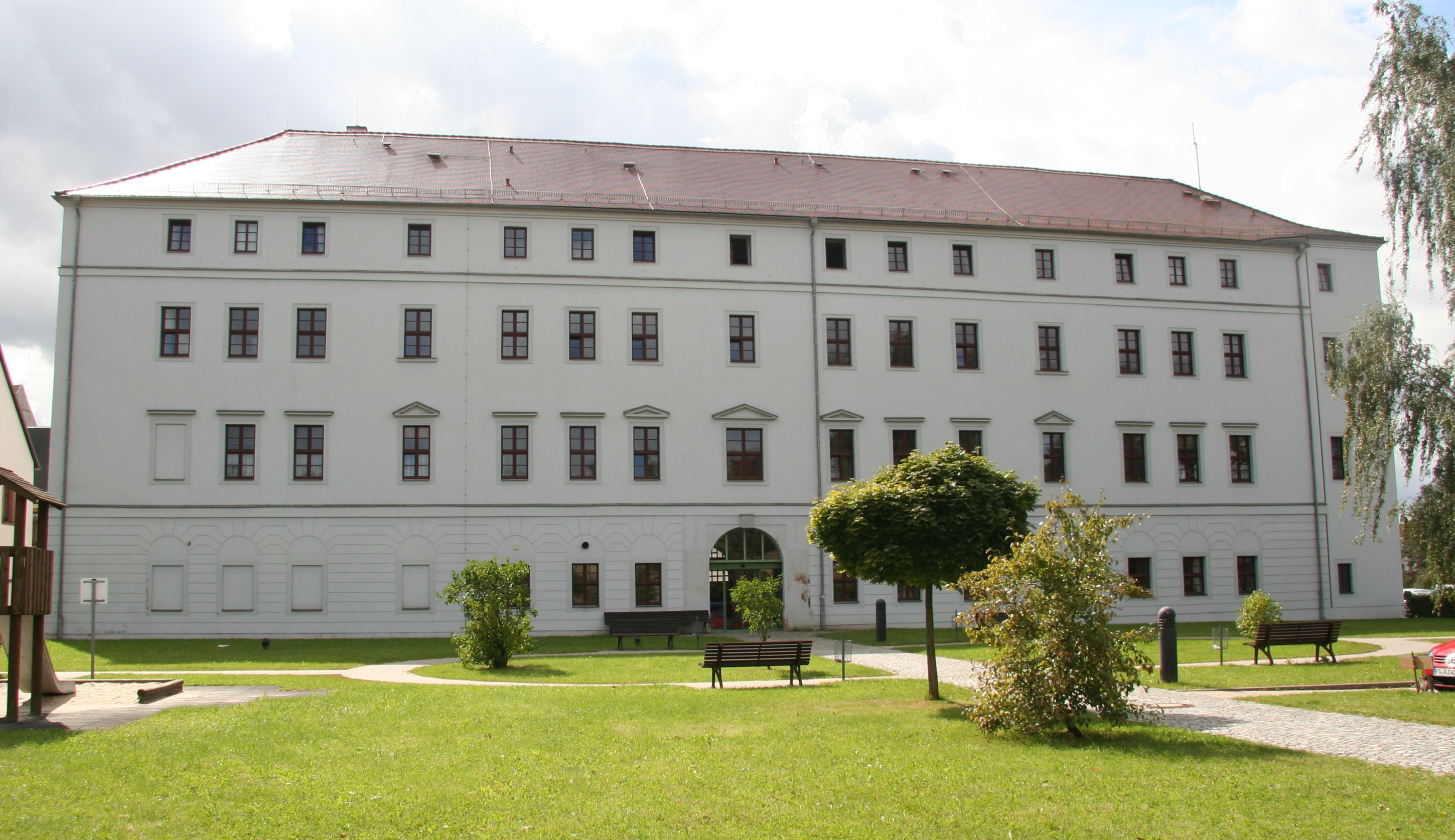
Nowy zamek
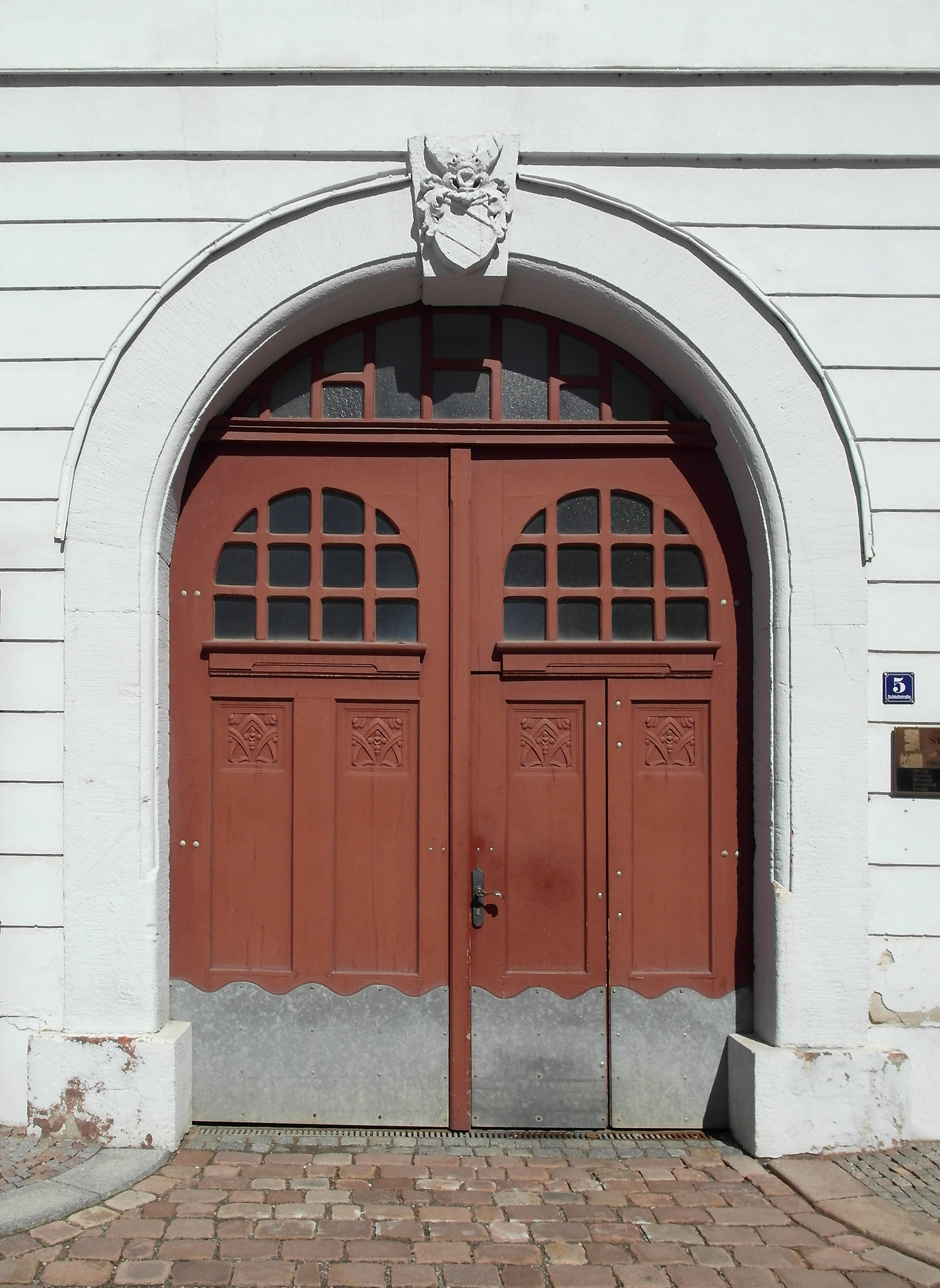
Portal z herbem Schönburg
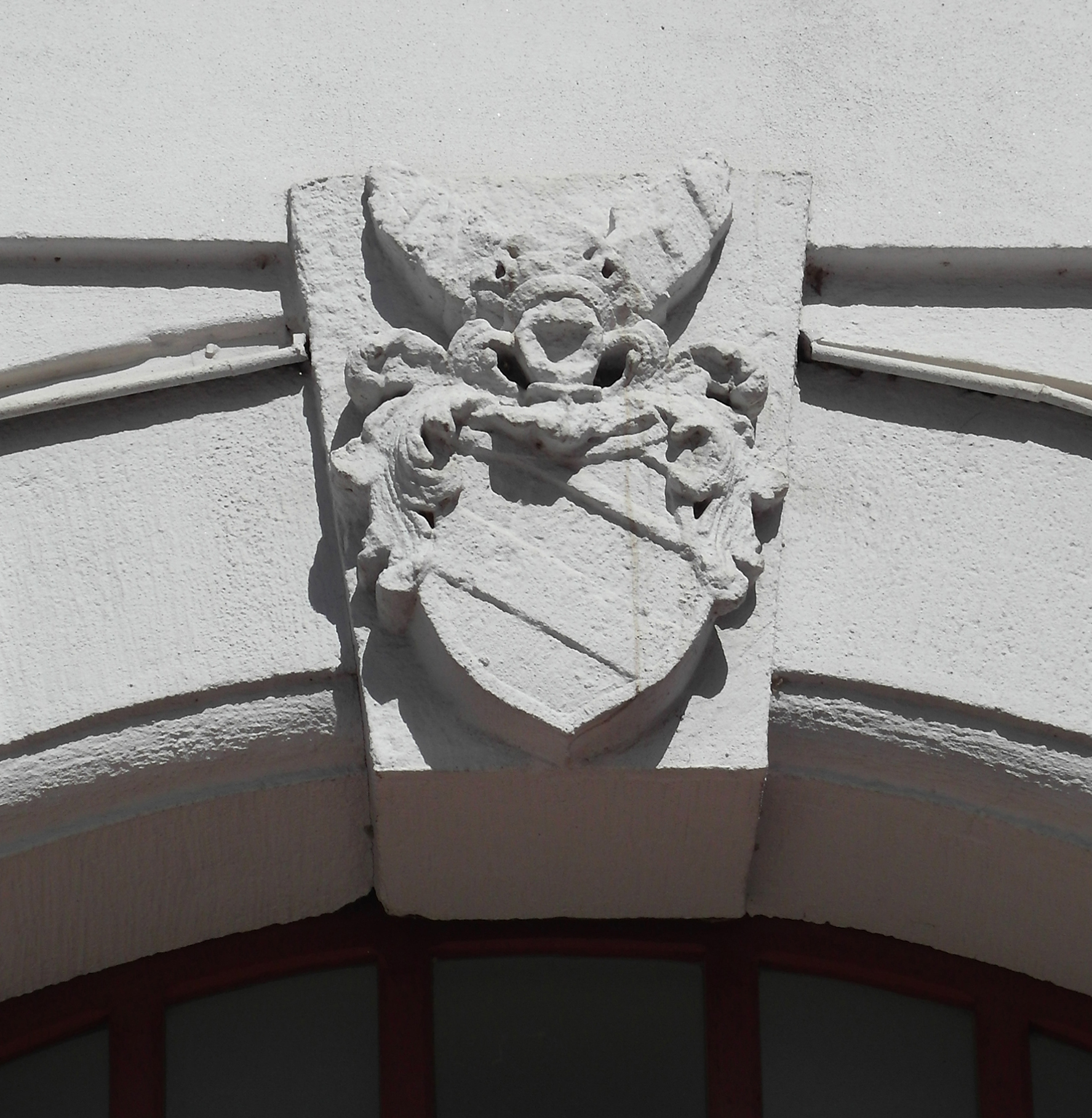
Herb von Schönburg
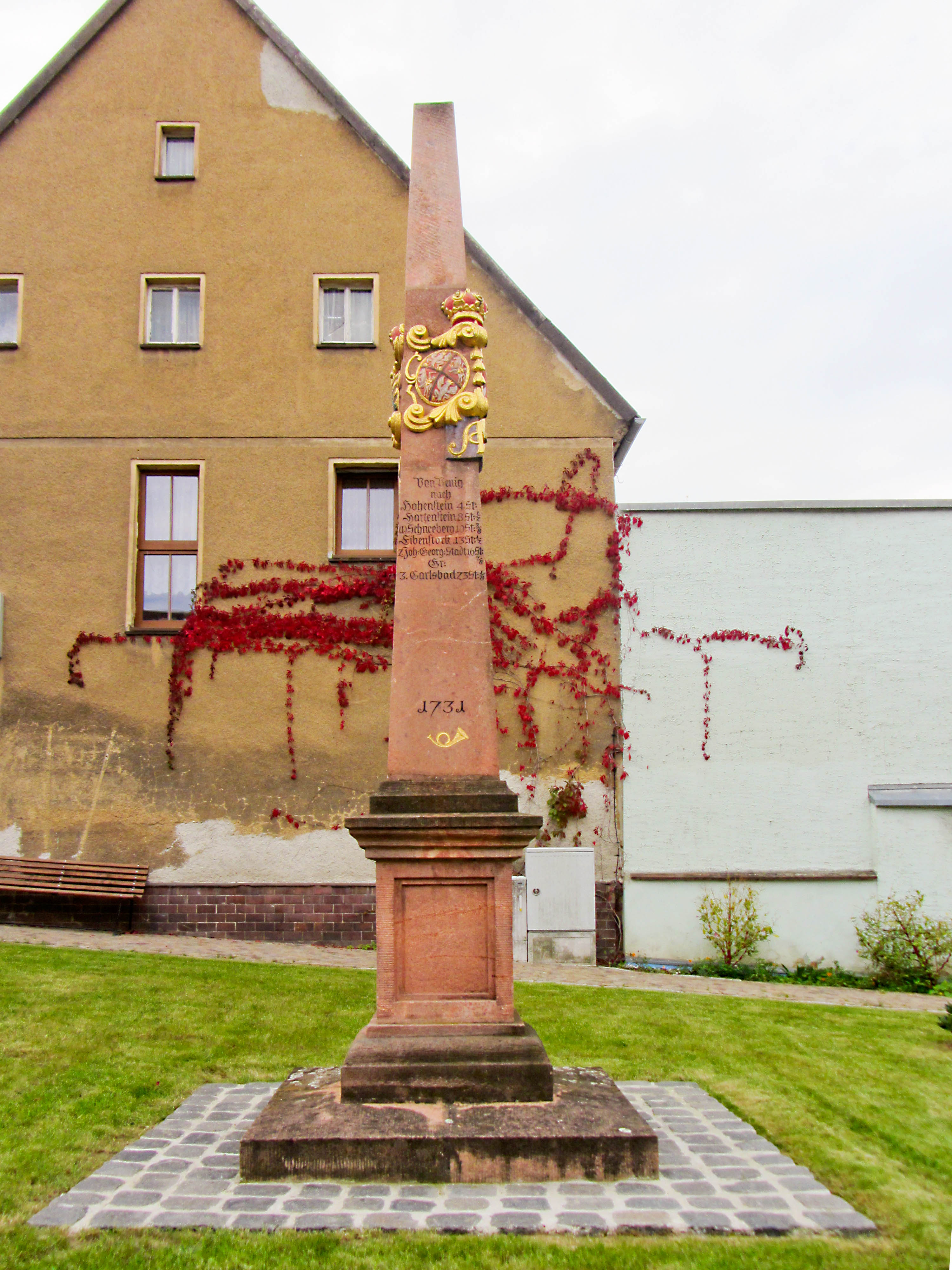
Słup poczty polsko-saskiej z 1731

## Miejscowości partnerskie
- Braunsbach, Badenia-Wirtembergia (kontakty utrzymuje dzielnica Arnsdorf)
- Uttenweiler, Badenia-Wirtembergia